# Михаил Сингел
Михаило Сингел и Исповедник је православни светитељ с краја 8. и почетка 9. века. 

## Живот
Михаило Сигел је рођен у Јерусалиму око 761. године. У својим писмима он се идентификује као Персијанац, што сугерише да је имао претке персијског порекла. У младости је постао страствени читалац. После очеве смрти поделио је очинску имовину, мајку и сестре населио у женски манастир и око 786. године настанио се у манастиру Агиос Савас. Након што је тамо остао дванаест година, рукоположио га је Тома I Јерусалимски. Међутим, он се сам вратио у манастир. Због славе коју је стекао својим подвизима и својим црквеним песничким композицијама, патријарх га је преселио у манастир Спудај, уводећи га у чин сингела. Када се појавило спор око Филиокве, римски папа је затражио помоћ Томе Јерусалимског у борби против ове јереси. 
Патријарх Тома је пристао да пошаље Михаила у мисију у Рим. Истовремено је добио упутство да се заустави у византијској престоници како би цару Лаву V и патријарху Теодоту доставио писма која осуђују иконоборство. Цар је, међутим, био разјарен садржајем писама и затворио је чланове мисије и Михаила Сигела. Цар Михаила II, га је после шест година Михаиловог заточеништва, протерао је у манастир Олимп. 
Године 834, за време цара Теофила, опозван је из изгнанства и затворен у затвор Преторијум. 842. године коначно је пуштен, а патријарх Методије I га је обновио поставивши га за игумана манастира Хора.
Православна црква даје помен светом Михајлу Сингелу 18. децембра, иако се упокојио 4. јануара.